# De Duinjager

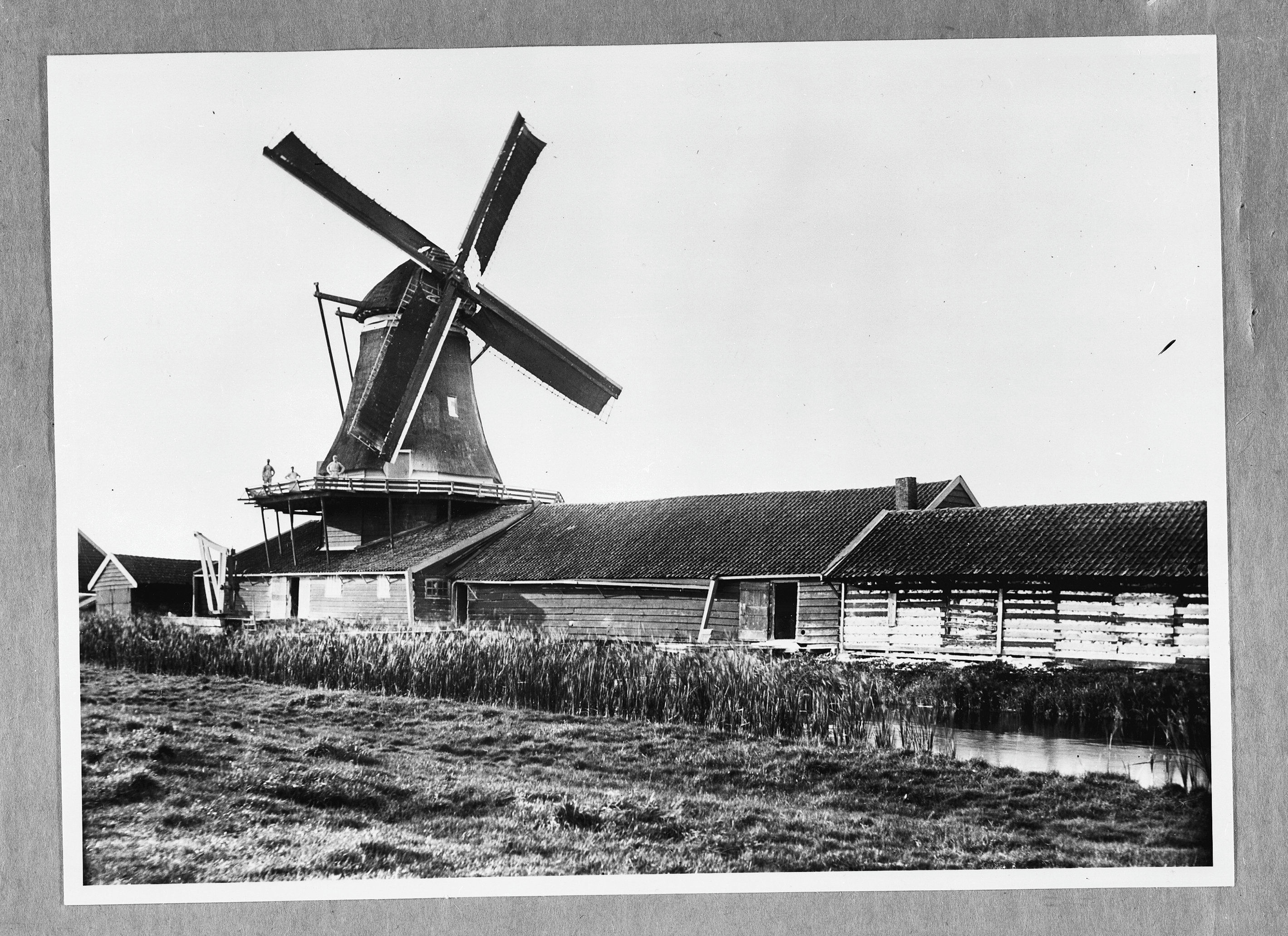
De Duinjager schuin van voren gefotografeerd

De Duinjager was een verfmolen in het Oostzijderveld in Zaandam en dateerde uit 1696. Deze Duinjager verbrandde op 19 juni 1781, waarna herbouw volgde. In 1960 is de molen verplaatst naar de Zaanse Schans op het onderlijf van de voormalige oliemolen de Kat.